# Pioneer 11
Il Pioneer 11 fu la seconda missione spaziale, dopo il Pioneer 10, a raggiungere Giove e la prima ad esplorare Saturno e i suoi anelli. Pioneer 11 (anche chiamato Pioneer G) utilizzò la massa di Giove per avere una spinta gravitazionale verso Saturno e i confini del sistema solare.
La sonda fu lanciata dalla NASA il 6 aprile del 1973 da un razzo Atlas-Centaur e continuò ad operare e trasmettere dati fino al 30 novembre 1995 quando le comunicazioni furono interrotte a causa della grande distanza della sonda dalla Terra e dell'energia sempre minore prodotta dal sistema di alimentazione.

## Sviluppo
Negli anni sessanta, l'ingegnere aerospaziale statunitense Gary Flandro del Jet Propulsion Laboratory concepì una missione, chiamata "Planetary Grand Tour", che sfruttando un raro allineamento dei pianeti del sistema solare esterno, avrebbe permesso la loro esplorazione con un unico veicolo. Questa missione sarebbe stata compiuta alla fine degli anni settanta dalle sonde Voyager, ma per prepararle meglio al loro scopo, la NASA decise nel 1964 di lanciare un paio di sonde sperimentali verso il sistema solare esterno. L'Outer Space Panel, presieduto da James Van Allen elaborò la logica scientifica per l'esplorazione dei pianeti esterni, mentre il Goddard Space Flight Center sviluppò una proposta indicata come "Galactic Jupiter Probes", una coppia di sonde che, transitate per la fascia principale, avrebbero raggiunto Giove. Se lanciate nel 1972 e nel 1973, avrebbero potuto sfruttare delle finestre di lancio (aperte per poche settimane ogni 13 mesi) caratterizzate da delta-v particolarmente convenienti per raggiungere il pianeta.
La missione fu approvata dalla NASA nel febbraio del 1969, nell'ambito del Programma Pioneer - una serie di missioni spaziali statunitensi senza equipaggio lanciate tra il 1958 e il 1978. Le due sonde furono indicate come Pioneer F e G nella fase di sviluppo antecedente al lancio, e, dopo di esse, Pioneer 10 e 11.
Le due sonde costituirono il primo modello di una serie pensata per esplorare il sistema solare esterno, basato su varie proposte analizzate durante gli anni sessanta. I primi obiettivi per la missione furono individuati nell'esplorazione del mezzo interplanetario oltre l'orbita di Marte, della fascia degli asteroidi (valutando anche il pericolo di una collisione incorso dalle sonde che avessero tentato di attraversarla), di Giove e del suo sistema. In una fase di sviluppo successiva, si cercò di tener conto delle esigenze che avrebbero permesso un sorvolo ravvicinato di Giove, avendo anche come obiettivo la valutazione degli effetti che le radiazioni presenti nell'ambiente attorno al pianeta avrebbero avuto sugli strumenti delle sonde.
Vennero proposti più di 150 esperimenti per la missione. La selezione di quelli che sarebbero stati condotti effettivamente dalle sonde avvenne in più fasi, con una serie di sessioni durante gli anni sessanta e la scelta finale avvenuta nei primi anni settanta. Le sonde sarebbero dovuto essere in grado di fotografare, anche polarimetricamente, Giove e i suoi satelliti; effettuare osservazioni nell'infrarosso e nell'ultravioletto, rilevare asteroidi e meteoroidi, determinare la composizione delle particelle cariche e misurare i campi magnetici, le proprietà del plasma e i raggi cosmici e rilevare la luce zodiacale durante la fase di operatività. Inoltre, accurate misurazioni dell'attenuazione dei segnali radio trasmessi dalla sonda mentre questa veniva ad essere occultata da Giove avrebbero potuto permettere di misurare alcune proprietà dell'atmosfera del pianeta, così come l'analisi dei dati telemetrici avrebbe potuto permettere di migliorare la stima della massa di Giove e delle sue lune.
Nel febbraio del 1970, l'Ames Research Center stipulò un contratto di 380 milioni di dollari con TRW per la costruzione delle sonde Pioneer F, G e dell'unità di riserva H, saltando il processo abituale di selezione dell'offerta più conveniente a causa dei tempi stretti. B. J. O'Brien e Herb Lassen guidarono la squadra che assemblò i veicoli. La progettazione e la costruzione della sonda richiese circa 25 milioni di ore di lavoro complessivo.

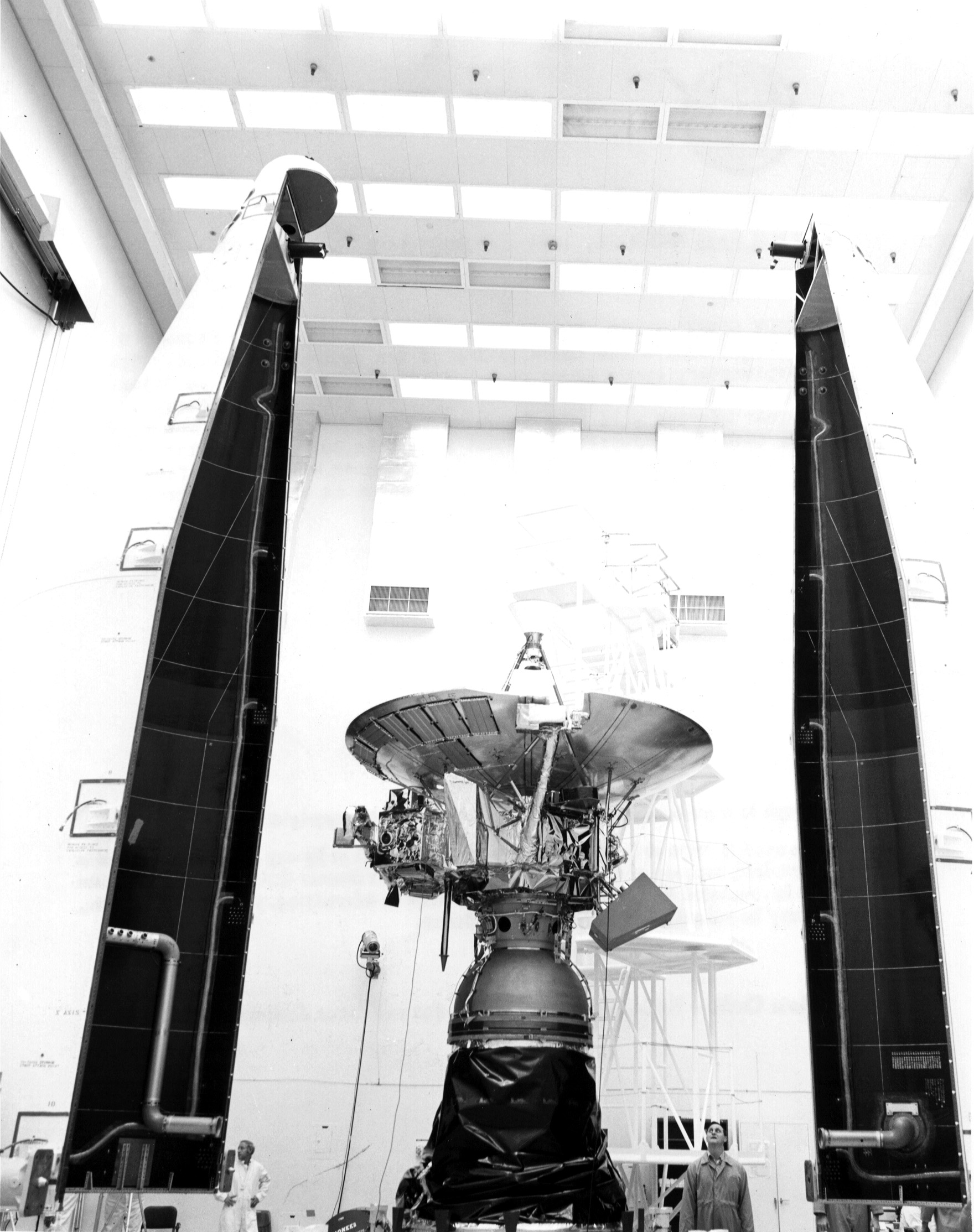
Pioneer 11 prima del lancio

## Caratteristiche della sonda
Il corpo principale del Pioneer 11 aveva la forma di un prisma alto 36 centimetri, di base esagonale, avente lato di 76 centimetri. Ospitava il propellente per controllare l'orientamento della sonda ed 8 degli 11 strumenti scientifici. L'equipaggiamento era protetto dai meteoriti tramite pannelli a sandwich con honeycomb in alluminio. Coperture di BoPET e kapton provvedevano al controllo termico passivo. Poiché i componenti elettrici nel compartimento generavano calore dissipando una potenza compresa tra 70 e 120 W, erano presenti anche degli schermi mobili (louvers) regolabili in base alle necessità.
La sonda aveva una massa al lancio di 260 chilogrammi, dei quali 36 di idrazina liquida monopropellente in un serbatoio sferico di 42 centimetri di diametro. L'orientazione del veicolo era regolata attraverso 6 propulsori da 4,5 N, montati in 3 coppie. Ad una di esse era assegnato il compito di mantenere la sonda in rotazione attorno al proprio asse ad una velocità costante di 4,8 giri al minuto; un'altra direzionava il propulsore principale, mentre la terza regolava l'assetto. A quest'ultima era demandata il controllo della sonda nelle manovre di scansione conica per tracciare la Terra nella sua orbita. Le informazioni sulla navigazione erano ottenute da un sensore stellare capace di rilevare Canopo e da due sensori solari.

### Sistema elettrico
Il Pioneer 11 era dotato di quattro generatori termoelettrici a radioisotopi SNAP-19, posizionati alle estremità di due bracci a tre aste, lunghi 3 metri e inclinati di 120° rispetto all'asta del magnetometro. Questo perché si riteneva che fosse una distanza sicura dai sensibili strumenti scientifici trasportati a bordo. Gli RTG fornivano complessivamente una potenza di 155 W al lancio, che si sarebbe ridotta a 140 W al momento del sorvolo di Giove. La potenza necessaria ad alimentare tutti i sistemi della sonda era di 100 W. I generatori erano alimentati da plutonio 238 (238Pu), racchiuso in una capsula a più strati protetta da una copertura di grafite.
Nella fase di sviluppo era stato richiesto che lo SNAP-19 fornisse energia per almeno due anni nello spazio, requisito largamente superato durante la missione. Il 238Pu ha un'emivita di 87,74 anni; dopo 29 anni quindi la radiazione generata dagli RTG sarebbe stata l'80% della sua intensità al lancio. Tuttavia, a causa del deterioramento dei giunti delle termocoppie (che convertono in energia elettrica il calore generato dal decadimento del 238Pu), la riduzione nell'energia fornita dai quattro dispositivi è stata molto più veloce, e nel 2005 la potenza in uscita totale era di 65 W. In conseguenza di ciò, quando la potenza disponibile è scesa al di sotto della soglia dei 100 W, si è operata una razionalizzazione nell'attivazione degli strumenti.

### Sistema di comunicazione
Il sistema di comunicazione della sonda presentava delle ridondanze e si componeva di un'antenna ad alto guadagno (dal fascio quindi piuttosto stretto), di un'antenna omnidirezionale ed una a medio guadagno. Il piatto parabolico dell'antenna ad alto guadagno aveva 2,74 metri di diametro ed era realizzato in alluminio con struttura a sandwich, con nido d'ape. La stabilizzazione a singolo-spin garantiva che fosse mantenuto il puntamento verso la Terra dell'antenna ad alto guadagno, il cui asse coincideva con quello di rotazione della sonda. Ogni trasmettitore assorbiva 8 W e trasmetteva dati in banda S a 2 110 MHz in uplink dalla Terra e 2292 MHz nel downlink alla Terra attraverso il Deep Space Network. I dati erano codificati in modo convenzionale e la maggior parte degli errori di comunicazione poteva quindi essere corretta dall'attrezzatura di ricezione sulla Terra. La velocità di trasmissione dei dati al lancio era di 256 bit/s con un ritmo di degrado di 1,27 mbit/s al giorno.
A differenza delle successive sonde Voyager, le due Pioneer erano dotate di processori dalla capacità di calcolo molto limitata, che non permetteva loro di operare in modalità semi-automatica. Le lunghe sequenze di comando venivano quindi sviluppate dagli operatori a terra e successivamente trasmesse alla sonda, che le eseguiva. La sonda era anche in grado di mantenere in memoria fino a cinque comandi delle 222 possibilità che erano state previste.Ciascuna sonda era dotata di un'unità di archiviazione dei dati, che avevano una memoria di 6 144 B. L'unità di telemetria digitale era utilizzata per convertire i dati raccolti in uno dei 13 formati previsti prima della loro trasmissione sulla Terra.

### Strumenti scientifici
I suoi strumenti scientifici studiarono i campi magnetici planetari e interplanetari, le proprietà del vento solare, i raggi cosmici, la distribuzione, composizione, massa e velocità della polvere cosmica, le atmosfere e le superfici dei pianeti e dei satelliti.

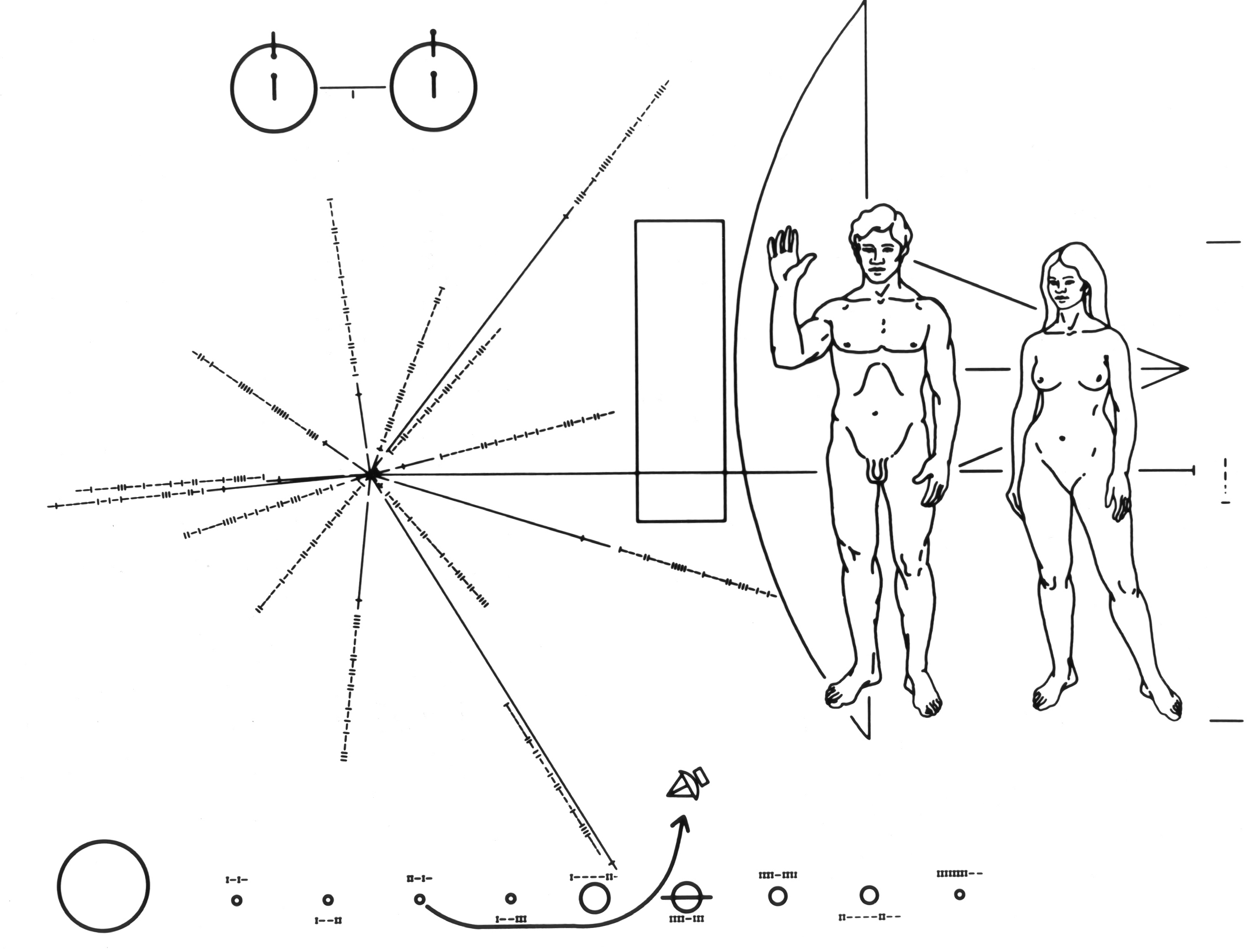
La piastra (Placca del Pioneer) presente sui Pioneer 10 e 11

### La placca
Come la sua nave-sorella Pioneer 10, anche Pioneer 11 porta una placca dorata con dei messaggi indirizzati a una intelligenza aliena.
Sono riportate informazioni sulla costruzione della sonda stessa, e disegni schematizzati di un uomo e una donna, e la posizione della Terra rispetto al Sole e del Sole nella Galassia.

## La missione

### Il lancio
La sonda è stata lanciata dal John F. Kennedy Space Center di Cape Canaveral il 6 aprile 1973 tramite il razzo Atlas-Centaur che la ha immessa su un'orbita solare tra 1,0 e 6,12 au, inclinata di 2,97 gradi sull'eclittica che le avrebbe permesso di raggiungere Giove direttamente senza alcuno bisogno di gravity assist.
Poco dopo il lancio la sonda ha incontrato alcuni problemi in particolare nel dispiegamento di uno dei due bracci contenenti l'RTG che rimase solo parzialmente esteso portando, per la conservazione del moto angolare, ad un aumento dello spin della sonda. Successivamente fallì uno dei componenti del sistema di trasmissione, subito sostituito dal suo backup.
A metà marzo 1974 la sonda uscì intatta dalla fascia di asteroidi. Dalla data del lancio lo strumento Meteorid detector registrò solo 20 impatti di piccole particelle delle quali solo 6 sono avvenute all'interno della fascia di asteoridi.
Il 19 aprile Pioneer 11 consumò 7,7 kg di propellente per un cambio di velocità totale di 63,7 che l'avrebbe messa in una traiettoria tre volte più vicina al pianeta, esponendola ad un ambiente maggiormente pieno di radiazioni. La nuova traiettoria avrebbe portato la sonda ad un sorvolo polare, passando rapidamente l'equatore da sud a nord.

### Sorvolo di Giove
Il 7 novembre la sonda, avvicinandosi al pianeta, incrocia l'orbita di Sinope e il 18 novembre inizia a riprendere i primi dati scientifici.

Il 4 dicembre 1974, il Pioneer 11 transitò a 34000 km da Giove.

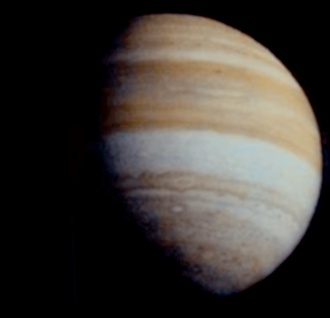
Giove visto dal Pioneer 11
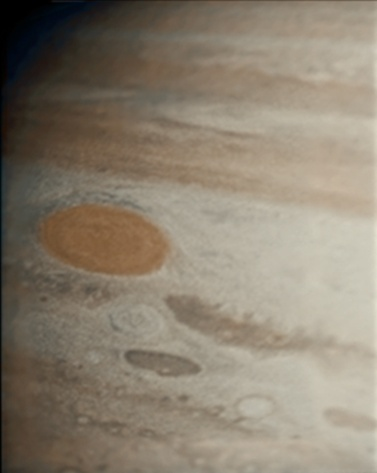
Grande macchia rossa
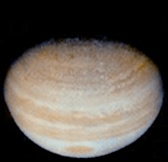
Polo nord di Giove
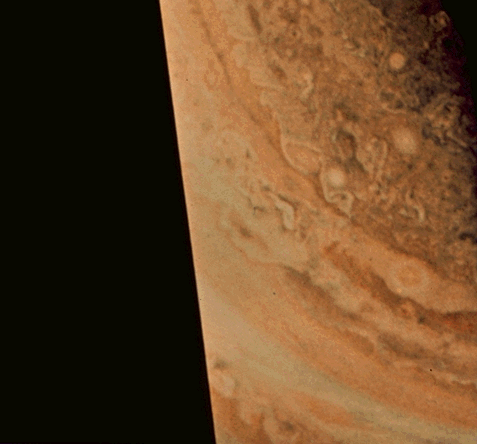
Dettaglio polo nord

### Sorvolo di Saturno

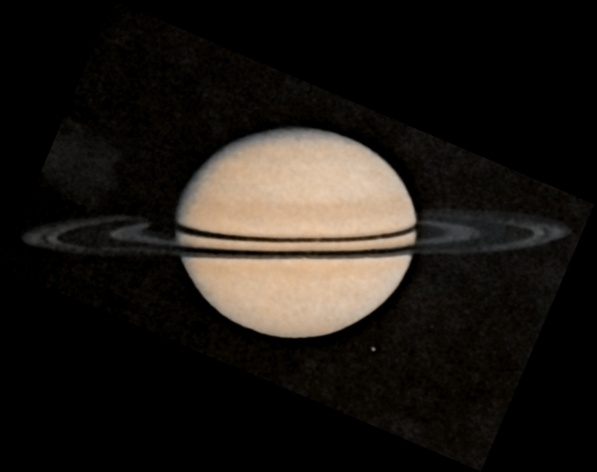
Saturno fotografato dalla Pioneer 11. In basso a destra è visibile la luna Rea.

1º settembre 1979 raggiunse Saturno passando a soli 21000 km (a quel tempo Voyager 1 e Voyager 2 avevano già passato Giove ed erano diretti verso Saturno).
Sin dal febbraio 1985 il funzionamento della sonda è stato subordinato all'uso del generatore principale e di quello di riserva, per colpa di lievi malfunzionamenti del primo.
Le attrezzature scientifiche hanno funzionato fino al 30 settembre 1995, data di completamento della missione, dovuto al fatto che l'energia non era sufficiente per nessun altro esperimento.
Il Pioneer 11 si trovava a una distanza di 44,7 au dal Sole ad una latitudine quasi asintotica di 17,4 gradi sopra il piano equatoriale del Sole, e con una velocità di ~2,4 UA/anno, pari a 11,6 km/s.

### Stato attuale
Attualmente l'antenna della sonda non risulta più allineata in direzione della Terra; non essendo possibile inviare comandi né riceverne, non si conosce l'attuale stato delle apparecchiature e non si sa se stia ancora trasmettendo un segnale.
La sonda è diretta verso la costellazione dell'Aquila, a nord-ovest del Sagittario.
Il 1º gennaio 2019 la sonda era alla distanza di 104,104 au e si sta allontanando dalla Terra alla velocità di 2,415 UA all'anno. La sua velocità è pari a 11,449 km/s.
Se indisturbata, la Pioneer 11 passerà non lontano dal sistema di una delle stelle dell'Aquila fra circa 4 milioni di anni.